# Марсель Трібуле
Марсель Трібуле (фр. Marcel Triboulet, 26 січня 1890 — 30 квітня 1939) — французький футболіст, що грав на позиції нападника, зокрема за національну збірну Франції.

## Клубна кар'єра
У дорослому футболі дебютував 1910 року виступами за команду «Левалуа», в якій провів вісім сезонів. 
1918 року перейшов до клубу «Расінг» (Париж), за який відіграв останній рік своєї кар'єри.

## Виступи за збірну
1911 року дебютував в офіційних матчах у складі національної збірної Франції. Протягом наступних дев'яти років провів у її формі 6 матчів, забивши 2 голи.
Помер 30 квітня 1939 року на 50-му році життя.